# Лудаци (филм из 1973)
Лудаци (енгл. The Crazies), познат и под нсловом Кодно име: Трикси (енгл. Code Name: Trixie) амерички је научнофантастични хорор филм независне продукције из 1973. године, редитеља и сценаристе Џорџа Ромера, са Лејн Керол, Вилом Макмиланом, Харолдом Вејном Џоунсом, Лојдом Холаром и Лин Лаури у ансамблски подељеним главним улогама. Радња прати становнике малог града у Пенсилванији, где избија епидемија вируса, као резултат деловања војног биолошког оружја.
Филм је премијерно приказан 16. марта 1973. Упркос ниском буџету и још нижој заради, стекао је култни статус. На сајту Ротен томејтоуз оцењен је са 69%, а претежно позитивне рецензије има и на Метакритику.
Године 2010. снимљен је истоимени римејк, који је остварио далеко већи комерцијални успех.

## Радња
У Еванс Ситију, Пенсилванија, избија вирус који се шири преко воде и који убија људе или чини да постано трајно луди. Ватрогасац Дејвид и његова трудна девојка Џуди, иначе медицинска сестра, покушавају да побегну из града са групом људи.

## Улоге
| Глумац            | Улога            |
| ----------------- | ---------------- |
| Лејн Керол        | Џуди             |
| Вил Макмилан      | Дејвид           |
| Харолд Вејн Џоунс | Кланк            |
| Лојд Холар        | Пекем            |
| Лин Лаури         | Кејти            |
| Ричард Либерти    | Арти             |
| Ричард Френс      | др Ватс          |
| Хари Спилман      | мајор Рајдер     |
| Вил Дизни         | доктор Брукмајер |
| Едит Бел          | лаборанткиња     |